# 萊米亞拉鄉

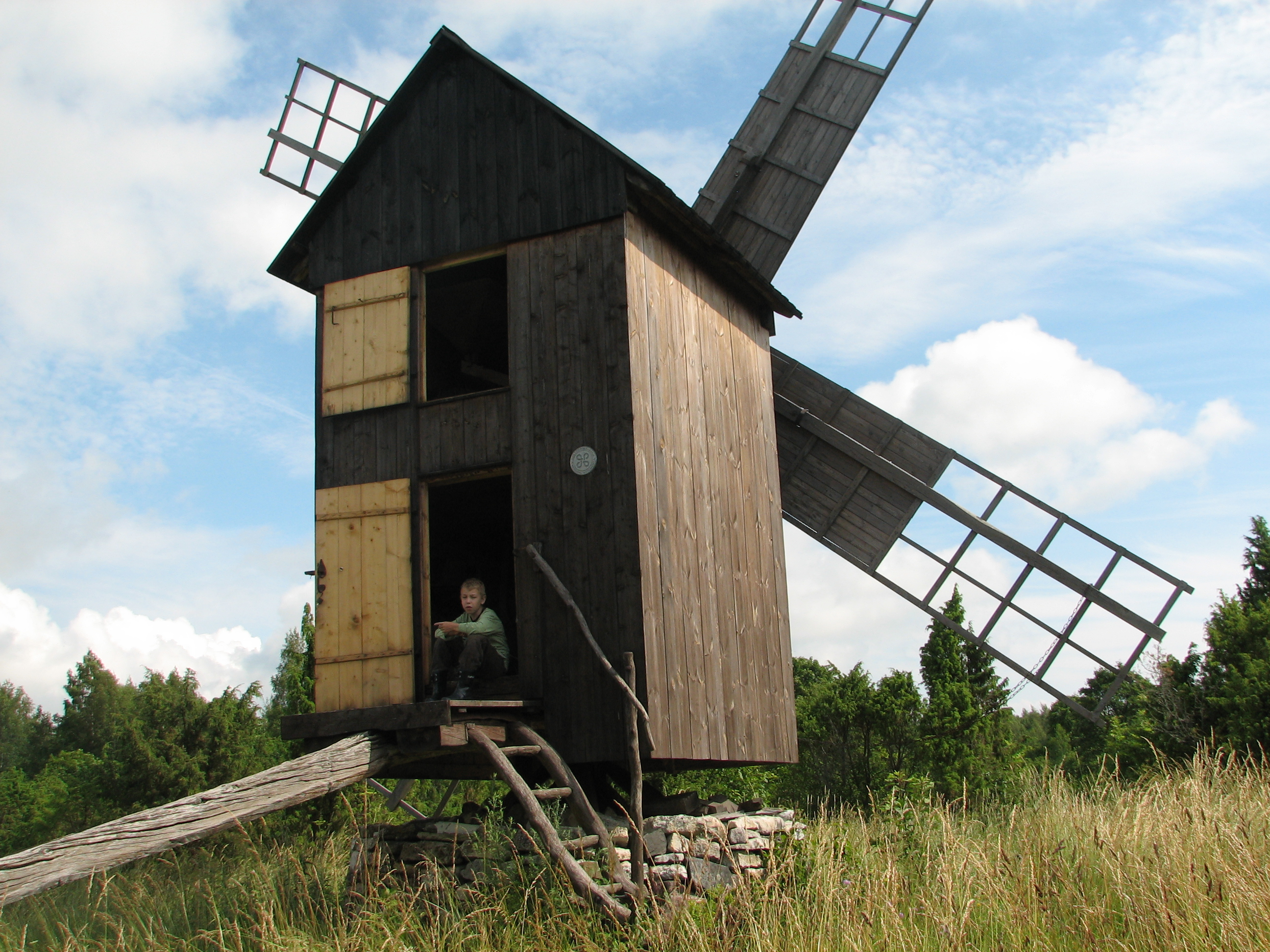
维尔蒂纳风车

萊米亞拉鄉，曾是愛沙尼亞薩雷縣的一個鄉村型市镇，位於該國西部，行政中心設於萊米亞拉，面積116平方公里，2006年人口793，人口密度每平方公里7人。
2017年爱沙尼亚行政改革后，包括萊米亞拉市镇在内的萨雷马岛上的所有12个市镇合并成萨雷马市镇。
58°25′55″N 23°01′27″E / 58.43194°N 23.02417°E